# Bingourou Kamara
Pour les articles homonymes, voir Kamara.
Bingourou Kamara, né le 21 octobre 1996 à Longjumeau, dans l'Essonne, est un footballeur international sénégalais, qui possède également la nationalité française. Il évolue au poste de gardien de but au FC Lorient.

## Biographie

### Jeunesse et formation
Après être passé par Sainte-Geneviève Sports, il arrive au Brétigny Foot CS d'abord comme défenseur central, puis à l'âge de neuf ans Bingourou Kamara devient gardien de but, profitant de la blessure du gardien de but de son équipe. Bingourou Kamara intègre ensuite le centre de formation du Tours Football Club en 2012. En 2014, il est champion de France des moins de 19 ans après avoir arrêté deux tirs au but en finale contre Évian Thonon Gaillard .

### Carrière en club

#### Débuts au Tours FC (2014-2017)
Lors de la saison 2014-2015, il intègre l'effectif professionnel en tant que troisième gardien. Mais il profite des suspensions, blessures et méformes des gardiens au-dessus de lui dans la hiérarchie, Benjamin Bertrand et Esteban Salles, pour jouer son premier match lors de la 13e journée de Ligue 2 contre le Stade lavallois avant de devenir le numéro un dans les buts tourangeaux pour le reste de la saison. Devenu gardien titulaire après neuf défaites en douze matchs et une dernière place occupé, il aide le club à se maintenir en fin de saison en terminant quinzième.
Après trois saisons en professionnel avec son club formateur, il quitte le club.

#### RC Strasbourg (2017-2022)
Kamara s'engage pour quatre ans avec le Racing Club de Strasbourg le 13 juillet 2017. Il y joue son premier match officiel en tant que titulaire le 5 août 2017 à l'occasion de la première journée de championnat de Ligue 1 contre l'Olympique Lyonnais. Titulaire dans les buts alsaciens en première partie de saison, il perd sa place au profit de Alexandre Oukidja lors de la seconde partie.
Durant la saison 2018-2019, il joue tous les matchs de Coupe de la Ligue jusqu'en finale où il se distingue en réalisant plusieurs parades décisives et en arrêtant un penalty lors de la séance de tirs au but remportée par la suite par son équipe. Il ne joue cependant aucun match de championnat.
Doublure de Matz Sels, il ne dispute aucune rencontre de championnat la saison suivante également. Cependant, à la suite de la blessure du portier belge en juillet 2020, il est promu gardien titulaire en son absence pour le début de saison 2020-2021.

##### Prêt au Sporting de Charleroi (2021-2022)
Lors de la première partie de saison 2021-2022, il n'est jamais convoqué dans le groupe amené à disputer les matches de championnat, Julien Stephan lui préférant Matz Sels et Eiji Kawashima. Le 23 décembre 2021, alors que sa dernière apparition au championnat remonte au 6 novembre 2020 lors de la 10e journée, défaite un but à zéro face à l'Olympique de Marseille, il est prêté six mois sans option d'achat au Sporting de Charleroi.
Désigné comme n°2 dans la hiérarchie des gardiens de son nouveau club, Bingourou Kamara débute comme titulaire en janvier, palliant le départ de Hervé Koffi, parti disputer la CAN avec le Burkina Faso. Durant son absence il dispute quatre rencontres et réalise trois clean-sheets. Hervé Koffi revient le 15 février 2022 mais le burkinabé, ayant reçu un coup entraînant une commotion durant la compétition africaine, doit continuer à laisser sa place à Kamara.
Le 11 mars 2022, l'entraîneur de Charleroi, Edward Still, annonce clairement que Kamara est le n°2 dans la hiérarchie des gardiens et que Koffi retrouvera sa place de titulaire, ce qui arrive le 12 mars 2022 pour la 31e journée de championnat. Kamara aura ainsi disputé neuf rencontres en Belgique, entre la 22e et la 30e journée de championnat, pour quatre clean-sheets et 11 buts encaissés.

#### Montpellier HSC (2022-2023)
De retour au RC Strasbourg, sa situation n'évolue pas positivement où il voit même Robin Risser lui être préféré comme troisième gardien. 
Le 1er septembre 2022, Bingourou Kamara rejoint le Montpellier Hérault Sport Club. Il y paraphe un contrat d'un an où il prend la place de deuxième gardien de Dimitry Bertaud, victime d'une rupture des ligaments croisés et indisponible pour une longue période. À la suite d'une blessure aux adducteurs et à une suspension de Jonas Omlin, il dispute cinq rencontres de championnat sur les quatorze premières. Il ne réapparaît pas dans le onze de départ lors de la suite du championnat. Le 30 juin 2023, le club montpelliérain annonce le départ de sept joueurs, dont il fait partie.

#### Pau FC (2023-2025)
Libre, il s'engage le 3 juillet 2023 pour deux saisons en faveur du Pau FC, évoluant en Ligue 2. Son choix est dicté par sa volonté d'obtenir du temps de jeu et de s'affirmer comme gardien titulaire, en dépit d'une rémunération inférieure,. Il se distingue dès son premier match sous ses nouvelles couleurs, réalisant plusieurs parades décisives et stoppant un penalty de Žan Vipotnik face aux Girondins de Bordeaux lors d'une victoire trois buts à zéro lors de la 1re journée de championnat. Au bout de dix journées, il est le gardien ayant effectué le plus d'arrêts en Ligue 2. Kamara est auteur d'une excellente saison.
Au début de la saison 2024-2025, Bingourou Kamara est nommé capitaine de l'effectif des Maynats. Il réalise une nouvelle saison pleine dans le Béarn, seulement freiné par une blessure au genou en début de saison. Il la conclut avec vingt-neuf titularisations en championnat, le Pau FC terminant 13e et validant un nouveau maintien.

#### FC Lorient (depuis 2025)
Le 25 juillet 2025, en fin de contrat, Bingourou Kamara rejoint le FC Lorient où il paraphe un contrat de deux saisons, soit jusqu'en 2027. Il y est recruté comme doublure malgré que le recrutement du gardien titulaire espéré n'ait toujours pas eu lieu et y retrouve Olivier Pantaloni comme entraîneur, qui l'a lancé chez les professionnels au Tours FC.

### Carrière internationale
Il joue son premier match avec l'équipe de France des moins de 19 ans le 26 mars 2015 contre l’Azerbaïdjan. L'été suivant, il fait partie du groupe pour l'Euro U19 où la France s'incline en demi-finale contre l'Espagne. Kamara est titulaire lors du troisième match de poule contre la Grèce. 
En octobre 2015, il est sélectionné pour la première fois avec l'équipe de France espoirs. C’est la première fois de l’histoire qu’un joueur en activité au Tours FC atteint ce niveau.
En octobre 2020, il est convoqué pour la première fois par l'équipe national du Sénégal après avoir refusé les avances de les avances de la sélection sénégalaise depuis deux ans et celle de la Mauritanie. Il joue son premier match international lors d'un match amical perdu trois buts à un contre le Maroc.

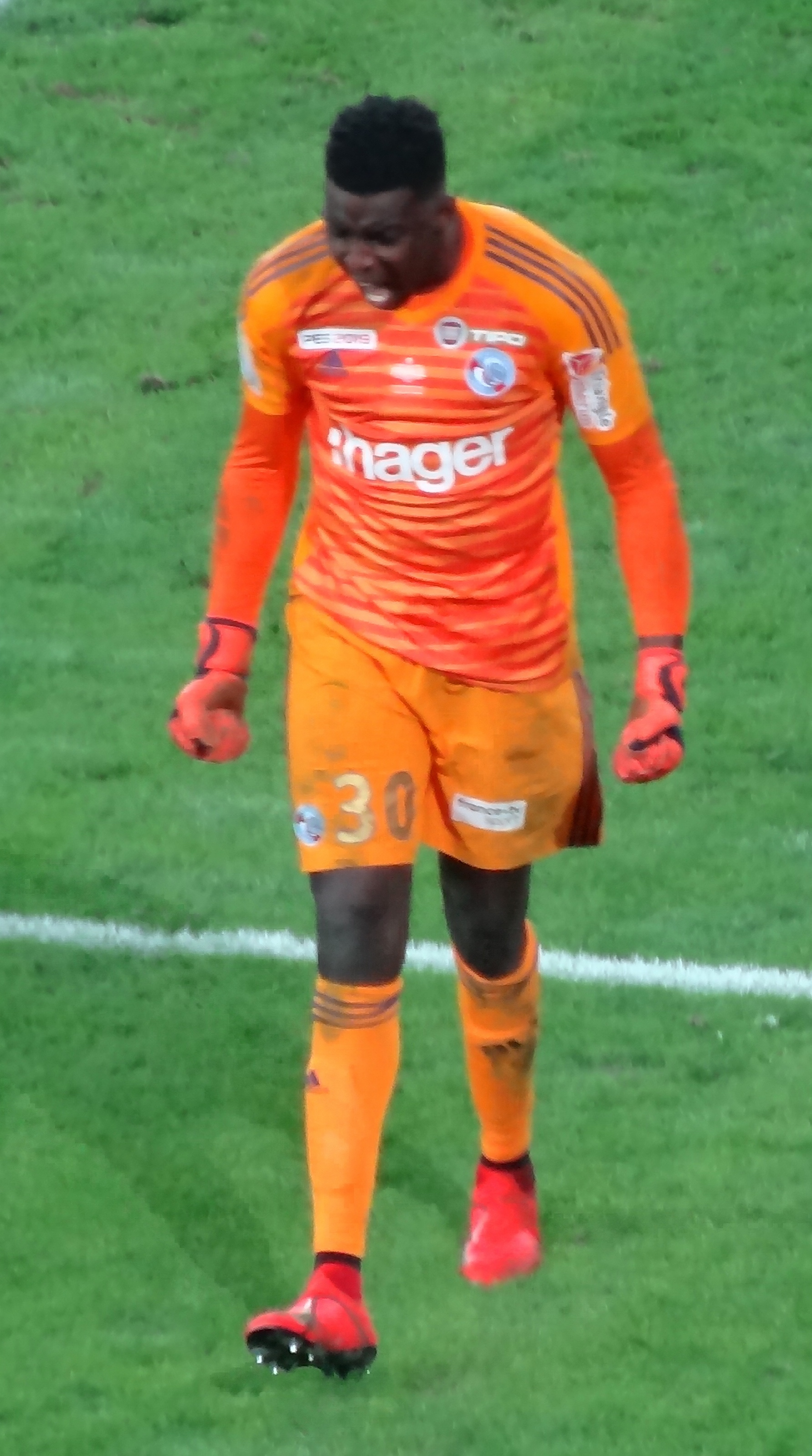
Bingourou Kamara après avoir arrêté un tir au but en finale de la Coupe de la Ligue 2019.

## Statistiques
Le tableau ci-dessous retrace la carrière de Bingourou Kamara depuis ses débuts :
| Saison                | Club                          | Championnat           | Championnat | Championnat | Coupe nationale | Coupe nationale | Coupe de la Ligue | Coupe de la Ligue | Compétition(s) continentale(s) | Compétition(s) continentale(s) | Compétition(s) continentale(s) | Total | Total |
| Saison                | Club                          | Division              | M.          | B.          | M.              | B.              | M.                | B.                | Comp.                          | M.                             | B.                             | M.    | B.    |
| 2014-2015             | Tours FC                      | Ligue 2               | 26          | 0           | 4               | 0               | -                 | -                 | -                              | -                              | -                              | 30    | 0     |
| 2015-2016             | Tours FC                      | Ligue 2               | 30          | 0           | -               | -               | -                 | -                 | -                              | -                              | -                              | 30    | 0     |
| 2016-2017             | Tours FC                      | Ligue 2               | 25          | 0           | 1               | 0               | 1                 | 0                 | -                              | -                              | -                              | 27    | 0     |
| Sous-total            | Sous-total                    | Sous-total            | 81          | 0           | 5               | 0               | 1                 | 0                 | -                              | -                              | -                              | 87    | 0     |
| 2017-2018             | RC Strasbourg                 | Ligue 1               | 19          | 0           | 2               | 0               | -                 | -                 | -                              | -                              | -                              | 21    | 0     |
| 2018-2019             | RC Strasbourg                 | Ligue 1               | -           | -           | 1               | 0               | 5                 | 0                 | -                              | -                              | -                              | 6     | 0     |
| 2019-2020             | RC Strasbourg                 | Ligue 1               | -           | -           | 1               | 0               | 2                 | 0                 | C3                             | 1                              | 0                              | 4     | 0     |
| 2020-2021             | RC Strasbourg                 | Ligue 1               | 8           | 0           | 1               | 0               | -                 | -                 | -                              | -                              | -                              | 9     | 0     |
| 2021-2022             | RC Strasbourg                 | Ligue 1               | -           | -           | -               | -               | -                 | -                 | -                              | -                              | -                              | 0     | 0     |
| Sous-total            | Sous-total                    | Sous-total            | 27          | 0           | 5               | 0               | 7                 | 0                 | -                              | 1                              | 0                              | 40    | 0     |
| 2022-2023             | Royal Charleroi Sporting Club | Pro League            | 9           | 0           | -               | -               | -                 | -                 | -                              | -                              | -                              | 9     | 0     |
| 2022-2023             | Montpellier HSC               | Ligue 1               | 5           | 0           | 1               | 0               | -                 | -                 | -                              | -                              | -                              | 6     | 0     |
| 2023-2024             | Pau FC                        | Ligue 2               | 36          | 0           | -               | -               | -                 | -                 | -                              | -                              | -                              | 36    | 0     |
| 2024-2025             | Pau FC                        | Ligue 2               | 29          | 0           | -               | -               | -                 | -                 | -                              | -                              | -                              | 29    | 0     |
| Sous-total            | Sous-total                    | Sous-total            | 65          | 0           | -               | -               | -                 | -                 | -                              | -                              | -                              | 65    | 0     |
| 2025-2026             | FC Lorient                    | Ligue 1               | -           | -           | -               | -               | -                 | -                 | -                              | -                              | -                              | 0     | 0     |
| Total sur la carrière | Total sur la carrière         | Total sur la carrière | 187         | 0           | 11              | 0               | 8                 | 0                 | -                              | 1                              | 0                              | 207   | 0     |

## Palmarès
Il est champion de France des moins de 19 ans en 2014 après avoir arrêté deux tirs au but en finale contre Évian Thonon Gaillard. 
Il remporte la Coupe de la Ligue BKT en 2019 avec le Racing Club de Strasbourg